# Halopsis ocellata
Halopsis ocellata är en nässeldjursart som beskrevs av Agassiz 1863. Halopsis ocellata ingår i släktet Halopsis och familjen Mitrocomidae. Arten är reproducerande i Sverige. Inga underarter finns listade i Catalogue of Life.